# Marsala
Marsala (sicilijanski: Maissala) je najveći grad u sicilijanskoj pokrajini Trapani od 80 587 stanovnika.

## Zemljopisne karakteristike
Marsala je lučki grad smješten smješten na najzapadnijoj točki otoka, svjetski poznata po svom istoimenom vinu - Marsala.

## Povijest
Marsala se nalazi na mjesto gdje je bio Lilibej, najvažnije uporište Kartažana na Siciliji, koje je osnovao Himilko godine 396. pr. Kr. nakon što je uništena Motija. Ni Pir ni Rimljani ga nisu bili u stanju osvojiti nakon opsade, ali je Rimljanima godine 241. pr. Kr. predan mirovnim ugovorom kojim je završen prvi punski rat. U kasnijim ratovima je bila glavna rimska baza za pohode na Kartagu, a pod rimskom vlašću je doživio i veliki prosperitet. Municipalna prava je dobio pod Augustom, a kolonijom postao pod Pertinaksom ili Septimijem Severom.
Današnje ime "Marsala" su mu dali Arapi, a ono je izvedeno od riječi "Marsa Alah" (luka Alahova) ili "Marsa Ali" ("luka Alijeva", odnosno "velika luka" s obzirom na to da je Ali na arapskom jeziku sinonim za "veliki"). Drevna luka, koja se nalazila sjeveroistočno od današnjeg grada je uništena od rimsko-njemačkog cara Karla V. kako bi spriječila njeno korištenje od pirata. Suvremena luka se nalazi na jugoistoku.
Dana 11. svibnja 1860. se Giuseppe Garibaldi sa svojih 1000 dobrovoljaca iskrcao u Marsali i započeo svoj pohod protiv burbonske vlasti na Siciliji, odnosno borbu za ujedinjenje Italije.

## Pogledajte i ove stranice
- Marsalski brod
- Vino Marsala
- Florio

## Vanjske poveznice
- Službene stranice grada  Arhivirana inačica izvorne stranice od 6. lipnja 2013. (Wayback Machine) (tal.)